# Victor Schneider
Victor August Schneider, född 26 november 1861 i Landskrona, död 20 mars 1941 i Örebro Nikolai församling, Örebro, var en svensk borgmästare. Han var far till Harald Schneider.
Schneider, som var son till fängelsedirektör Karl August Schneider och Tine Hinrichsen, avlade hovrättsexamen i Lund 1882 och blev vice häradshövding 1887. Han tjänstgjorde i Hovrätten över Skåne och Blekinge såsom notarie, fiskal, advokatfiskal, sekreterare och adjungerad 1886–1893, blev assessor 1893, var auditör vid Wendes artilleriregemente 1888–1893 och borgmästare i Örebro stad 1897–1934.
Schneider var ordförande i Riksbankens kontor i Örebro 1911–1931 och i Örebro sparbank från 1909. Han var ledamot och ordförande i flera kommunala kommittéer, ledamot av Örebro läns landsting 1904–1912 och styrelseledamot i Örebro Elektriska AB 1907. Han var ordförande i Svenska sparbanksföreningen 1911–1936, i föreningen Sveriges stadsdomare 1912–1927, i Svenska sparbankernas garantikassa och i Sparbankernas Obligationskassa AB, styrelseledamot i Svenska stadsförbundet 1915–1933, sakkunnig i bostadskommittén 1915, i processkommissionen 1919, i sparbankskommissionen 1929 och 1930, ledamot av Örebro läns lasarettsdirektion, vice ordförande i direktionen för Västra Marks sjukhus i Örebro 1930–1934, ordförande i styrelsen för Örebro handelsgymnasium 1914, för Örebro och Värmlands läns dövstumskola 1918–1927, representant för Sverige vid internationella sparbankskongressen i Milano 1924. Han tilldelades svenska frivilliga sjukvårdsväsendets guldmedalj.
Victor Schneider är begravd på Norra kyrkogården i Örebro.